# كزافييه جيمس
كزافييه جيمس (بالإنجليزية: Xavier James)‏ هو منافس ألعاب قوى بريطاني، ولد في 28 ديسمبر 1975.

## وصلات خارجية
- كزافييه جيمس على موقع الاتحاد الدولي لألعاب القوى (الإنجليزية)
- كزافييه جيمس على موقع أوليمبيديا (الإنجليزية)
- كزافييه جيمس على موقع اتحاد ألعاب الكومنولث (مؤرشف) (الإنجليزية)